# Fredrik Löwenhielm
Fredrik Adolf Löwenhielm, född 9 juni 1916 i Oscars församling i Stockholm, död där 11 maj 2008, var en svensk militär och hovman.

## Militär karriär
Efter studentexamen i Stockholm 1934 inledde Löwenhielm sin militära karriär som fänrik vid Livregementet till häst 1937 och blev löjtnant 1939 och ryttmästare där 1945. Han studerade vid Krigshögskolan 1944–1946. År 1948 befordrades han till kapten och tjänstgjorde 1948–1951 i Försvarets kommandoexpedition och Försvarsstaben, varpå han 1952–1953 tjänstgjorde vid Göta pansarlivgarde. Han befordrades 1953 till major och var lärare vid Militärhögskolan 1953–1958. År 1958 befordrades han till överstelöjtnant och han tjänstgjorde vid Västernorrlands regemente 1958–1961. Han befordrades 1961 till överste och var sektionschef vid Försvarsstaben 1961–1965, varpå han 1965–1966 var sekundchef vid Svea livgarde. Åren 1966–1968 var han arméinspektör i staben i Östra militärområdet. Han befordrades 1968 till generalmajor och var chef för Gotlands militärkommando 1968–1971. Från den 1 oktober 1971 till den 31 december 1980 var han rikshemvärnschef. Under år 1981 gjorde han en utredning åt överbefälhavarens om ledning och samverkan inom totalförsvarets lokala delar och pensionerades samma år.
Löwenhielm var sekreterare och expert i flera utredningar, bland annat 1957 och 1964 års civilbefälhavarutredningar och 1960 års försvarsledningsutredning.

## Övriga uppdrag
Kort före sin pensionering från Försvarsmakten inträdde Löwenhielm i tjänst vid Kungliga Hovstaterna där han 1979–1987 var ceremonimästare och 1982–1996 vice ordenskansler och 1981-1996 sekreterare vid Kungl. Maj:ts Orden. Inom sistnämnda kompetensområde publicerade han även böcker och artiklar, däribland boken Svenska ordnar och medaljer (1987, andra upplagan 1998). Han var ordförande i Hovförsamlingens kyrkostämma och ledamot av hovkonsistoriet 1994–1998. Han innehade också en lång rad svenska och utländska ordnar.
Fredrik Löwenhielm invaldes 1958 som ledamot av Kungliga Krigsvetenskapsakademien. Han hade därtill en rad högt uppsatta uppdrag i olika organisationer och var bland annat kommendator i svenska Johanniterorden 1972–1994, vice preses i samfundet Pro Fide et Christianismo 1982–1998, hedersledamot (så kallad primus praeses) i det lärda samfundet Societas Ad Sciendum och ordförande i Svenska nationalkommittén för genealogi och heraldik 1983–1998, därefter hedersledamot av samma kommitté.

## Familj
Fredrik Löwenhielm var son till överstelöjtnant Wilhelm Löwenhielm och grevinnan Beth Wachtmeister. Han var sedan 1941 gift med friherrinnan Barbara Beck-Friis (född 1919), med vilken han hade en son och en dotter, Anna, gift Lilliehöök, som var verksam som ordenskanslist inom Kungl. Maj:ts Orden mellan 1991 och 2019.

## Utmärkelser
- Kommendör av första klass av Svärdsorden (6 juni 1967)[5], dessförinnan Riddare av Svärdsorden (1954)[6]
- Svenska Heraldiska Föreningens medalj i guld[7]
- Kommendör med stjärna av Isländska falkorden (26 oktober 1981)[8]